# Карденас, Стив
Стивен Антонио Карденас (англ. Stephen Antonio Cardenas; р. 29 мая 1974, Хамптон, Виргиния, США) — американский мастер боевых искусств, музыкант и актер. Наиболее известен по роли Рокки Де Сантоса, Второго Красного Рейнджера и Красного Ниндзя Рейнджера во 2-4 сезонах телесериала «Могучие Рейнджеры».

## Биография
Стивен родился 29 мая 1974 года в США, Хамптон, штат Виргиния, на авиабазе Лэнгли.
Его детское воспитание было сформировано в военных условиях. Карденас вырос в Сан-Антонио, штат Техас. По национальности пуэрториканец и испанец.
Начал заниматься боевыми искусствами, когда ему было около 12 лет, и получил черный пояс по тхэквондо в 16 лет. Стив занимается боевыми искусствами свыше 25 лет. Есть чёрный пояс 5-й степени по тхэквондо и черный пояс по бразильскому джиу-джитсу.
Актёрскую карьеру начал в 1992 году и завершил в 2018-м, а музыкальная карьера началась с 1996 года и продолжается по сей день.
Также активно ведёт свои соц.сети, где показывает свою жизнь и воспоминания прошлых лет.

## Спортивные достижения
- Чёрный пояс по тхэквондо
- Чёрный пояс 5-й степени по тхэквондо
- Чёрный пояс по бразильскому джиу-джитсу
- Серебряные медали (2), (Кубок Тихого океана (2009, 2011)
- Золотая медаль национального чемпионата Америки (2009)
- Золотая медаль на турнире Jujitsu Pro Gear Open (2010)
- Серебряная медаль на чемпионате мира No-Gi (2010)

## Музыкальная карьера
О музыкальной карьере информация отсутствует, но выпуск песен осуществляется в интернете, в том числе иногда выступает на сцене, это можно посмотреть в YouTube.

## Фильмография

### Фильмы
| Год  | Название                          | Роль                               | Дополнение |
| ---- | --------------------------------- | ---------------------------------- | ---------- |
| 1995 | Могучие морфы: Рейнджеры силы     | Рокки Де Сантос / красный рейнджер |            |
| 1997 | Турбо: фильм о могучих рейнджерах | Рокки Де Сантос                    |            |
| 2017 | The Order                         | Дакс                               |            |
| 2017 | Эннуатти: Водное чудовище         | Эванс                              |            |

#### Телевидение
| Год       | Название                                              | Роль                                                | Дополнение                         |
| --------- | ----------------------------------------------------- | --------------------------------------------------- | ---------------------------------- |
| 1994-1996 | Могучие Рейнджеры                                     | Рокки Де Сантос / красный рейнджер/ Рокко           | 64 (эпизоды)                       |
| 1994      | Могучие Рейнджеры: морфины: Волшебное Рождество Альфы | Рокки Де Сантос                                     | Короткометражный выпуск            |
| 1996      | Могучие Рейнджеры: Зео                                | Рокки Де Сантос/ голубой зео рейнджер / Принц Генри | 50 (эпизоды)                       |
| 1997      | Могучие Рейнджеры: Турбо                              | Рокки Де Сантос                                     | 3 (эпизоды)                        |
| 1999      | Могучие рейнджеры: Потерянный эпизод                  | Рокки Де Сантос                                     | Специальный эпизод/ архивные кадры |
| 2017      | Могучие Рейнджеры: Сталь Ниндзя                       | Рокки Де Сантос/ красный рейнджер                   | Эпизод: Размеры в опасности        |
| 2023      | Могучие Рейнджеры: Космическая Ярость                 | Рокки Де Сантос/могучий морфин/красный рейнджер     | 10 (эпизоды)                       |